# リトワ (小惑星)
リトワ (2577 Litva) は、小惑星帯の最も内側近くに位置する小惑星。公転周期はハンガリア群とほぼ同じだが、離心率がやや大きいため火星横断小惑星になっている。ニコライ・チェルヌイフがクリミア天体物理天文台で発見した。
発見当時はソビエト連邦の構成国の一つだったリトアニアのロシア語名から名付けられた。
2009年2月28日から3月8日にかけて行われた光度曲線観測によって衛星が発見され、S/2009 (2577) 1 という仮符号が付けられた。衛星の推定直径は 2.5 km ほどで、主星から 18 km ほど離れた軌道を 35.78 ± 0.05 時間の周期で回っている。